# Hallgrímur Jónasson
Pour les articles homonymes, voir Jonasson.
Hallgrímur Jónasson est un footballeur islandais, né le 4 mai 1986 à Húsavík en Islande. Il évolue comme défenseur.

## Palmarès
ÍBK Keflavík
- Vainqueur de la Coupe d'Islande (1) : 2006

## Parcours d'entraîneur
- depuis oct. 2022 :  KA Akureyri